# Schiedam

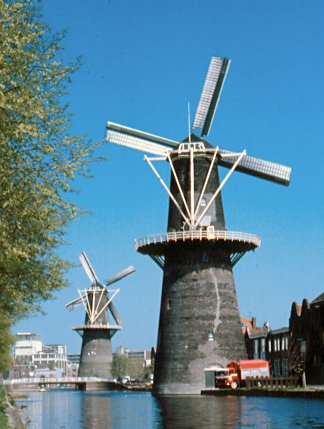
Molinos en Schiedam, El Libertad y el Norte (al fondo)

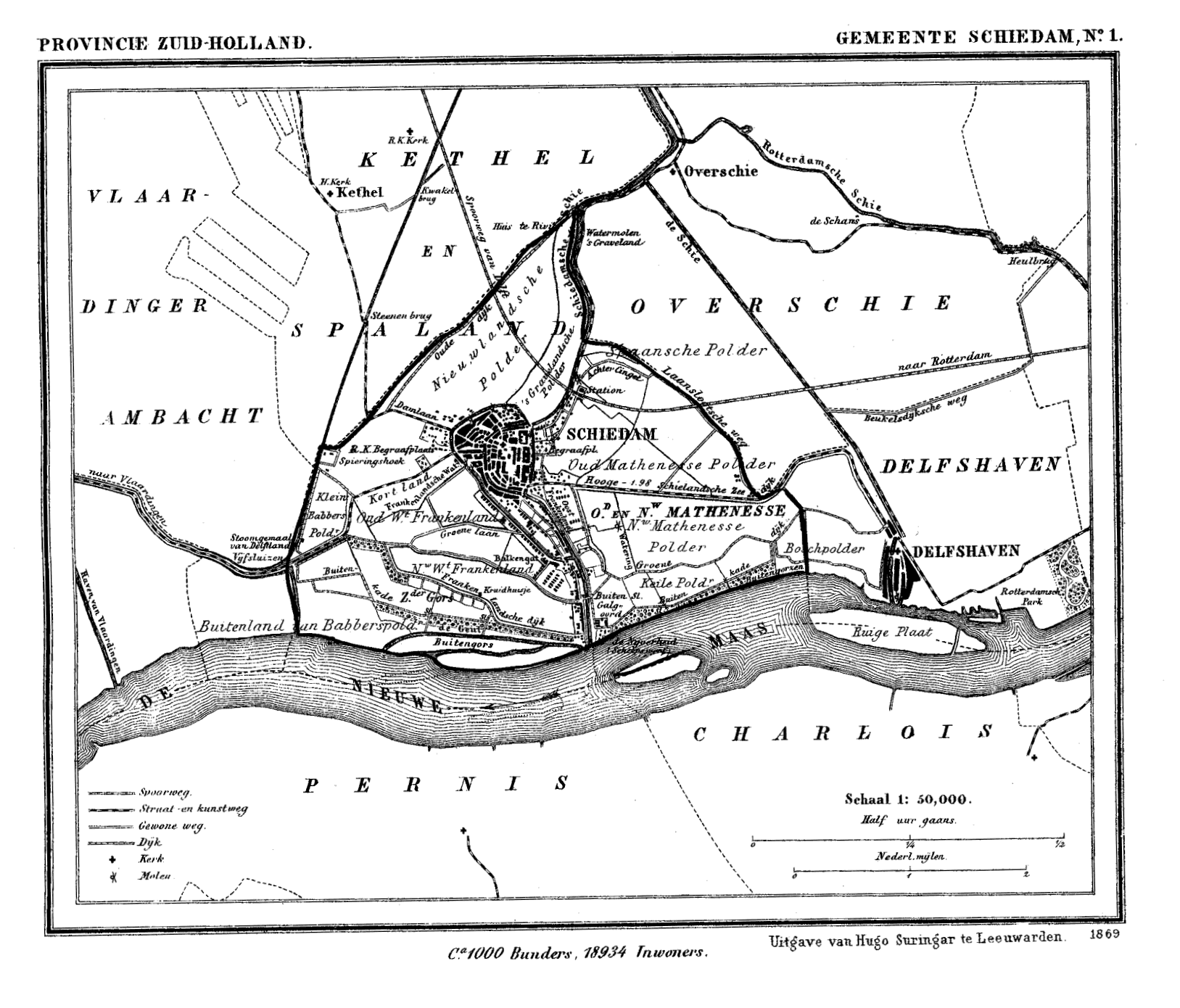
Mapa de Schiedam circa 1870

Schiedam [sxi'dɑm] es una ciudad de la provincia de Holanda Meridional, situada entre Róterdam y Vlaardingen, en los Países Bajos. En el tiempo de su fundación se encontraba situada a orillas del río Schie, del que toma el nombre, y más tarde en la ribera del Nieuwe Maas, uno de los brazos del Mosa. A 1 de enero de 2007 el ayuntamiento contaba 75.257 habitantes. La ciudad es conocida principalmente por ser origen de la ginebra, por su centro histórico con canales, y por poseer los molinos más altos del mundo.

## Historia
Schiedam nació de forma similar a su gran vecina, Róterdam, alrededor de 1250, el señor Dirk Bokel de Mathenesse (hoy un barrio de Róterdam) mandó construir un dique ("dam" en neerlandés) para proteger sus tierras de las inundaciones del Mar del Norte. El dique, como en otras ocasiones, provocó enseguida una notable actividad comercial, ya que los productos transportados con destino a Delft, y también Leiden y Haarlem, debían pasar por él. La localidad adquirió pronto un fuero, otorgado en 1275 por la condesa Aleida de Holanda, hermana del conde Guillermo II de Holanda. La condesa mandó posteriormente construir un castillo en la localidad, conocido como "Casa Mathenesse". Los restos de la torre del homenaje de este castillo aún se pueden ver en el centro de Schiedam, cerca del ayuntamiento. 
A partir de 1340, Schiedam hubo de enfrentarse a la competencia de Róterdam y Delft, que comunicaron los ríos Schie y Mosa. En el siglo XV floreció la devoción por santa Liduvina, que había vivido en la ciudad. Schiedam también adquirió notoriedad por su industria pesquera del arenque.
El siglo XVIII fue el Siglo de Oro para Schiedam: el cese de las importaciones de bebidas alcohólicas de Francia hizo posible el nacimiento de la industria de destilado de ginebra. Las decenas de destilerías de la ciudad exportaban su ginebra a todo el Mundo. La industria de la ginebra le valió a Schiedam el sobrenombre de la Nazareth Negra, debido a la enorme contaminación producida por el carbón usado en las destilerías, así como al alcoholismo, las cloacas abiertas, las epidemias de cólera y las deplorables viviendas de los trabajadores de la ciudad. Gran parte de la industria de la ginebra ha desaparecido hoy en día; pero quedan restos notables, como los cinco grandes molinos, los más altos del mundo (que deben su altura a que habían de sobresalir por encima de los almacenes comerciales). Existen aún varias antiguas destilerías en la ciudad. En una de estas destilerías se aloja hoy en día el museo de los destilados De Gekroonde Brandersketel.
En 1941 se anexionó el ayuntamiento de Kethel en Spaland, con lo que se obtuvo suficiente espacio para la construcción de viviendas a gran escala al norte de Schiedam.
En el siglo XX floreció la construcción naval (con la compañía Wilton-Fijenoord entre otras), pero con el tiempo también desapareció en su mayor parte. Hoy en día Schiedam es prácticamente un suburbio de Róterdam. La ciudad ha ido adquiriendo también interés turístico, gracias a la belleza de su centro histórico. En 2005 se construyó un nuevo molino, el Nolet, que con sus 41,82 metros es el más alto del mundo, y que entró en funcionamiento en 2006. Ese mismo año se abrió el renovado museo de la ciudad.

## Composición del ayuntamiento
El ayuntamiento de Schiedam cuenta con 35 concejales, repartidos como sigue (2010):
- PvdA, 9 concejales
- SP, 2 concejales
- CDA, 4 concejales
- VVD, 5 concejales
- Leefbaar Schiedam, 3 concejales
- GroenLinks, 2 concejales
- AOV, 2 concejal
- Gemeentebelangen, 1 concejal
- D66, 4 concejal
- TON, 2 concejal
- Progressief Schiedam, 1 concejal

## Atractivos turísticos
- El Antiguo Ayuntamiento, solamente por uso ceremonial, bodas, etc., tiene restaurante público.
- La Iglesia de San Juan
- Los molinos de Schiedam (los "seis clásicos" y el nuevo generador De Nolet)
- Las ruinas de la Casa Mathenesse (antiguo castillo)
- la basílica de H. Liduvina y Nuestra Señora del Rosario
- Los canales de Schiedam
- El antiguo molino Babbers (1888-1924)

## Museos
- Museo Municipal de Schiedam, con un grande colección del Grupo CoBrA
- Museo de Destilados De Gekroonde Brandersketel
- Molino-museo De Nieuwe Palmboom
- Museo de la Cooperación Nacional / t Winkeltje

## Ciudades hermanadas
- Vienne, Ródano-Alpes, Francia.
- Neath-Port Talbot, Gales, Reino Unido, (1964).
- Velenje, Eslovenia, (1964).
- Esslingen am Neckar, Baden-Wurtemberg, Alemania, (1970).
- Piotrków Trybunalski, Polonia, (1992).
- Údine, Italia

Febrero de 2010 los contactos con las ciudades hermanadas son terminado.